# La fornace

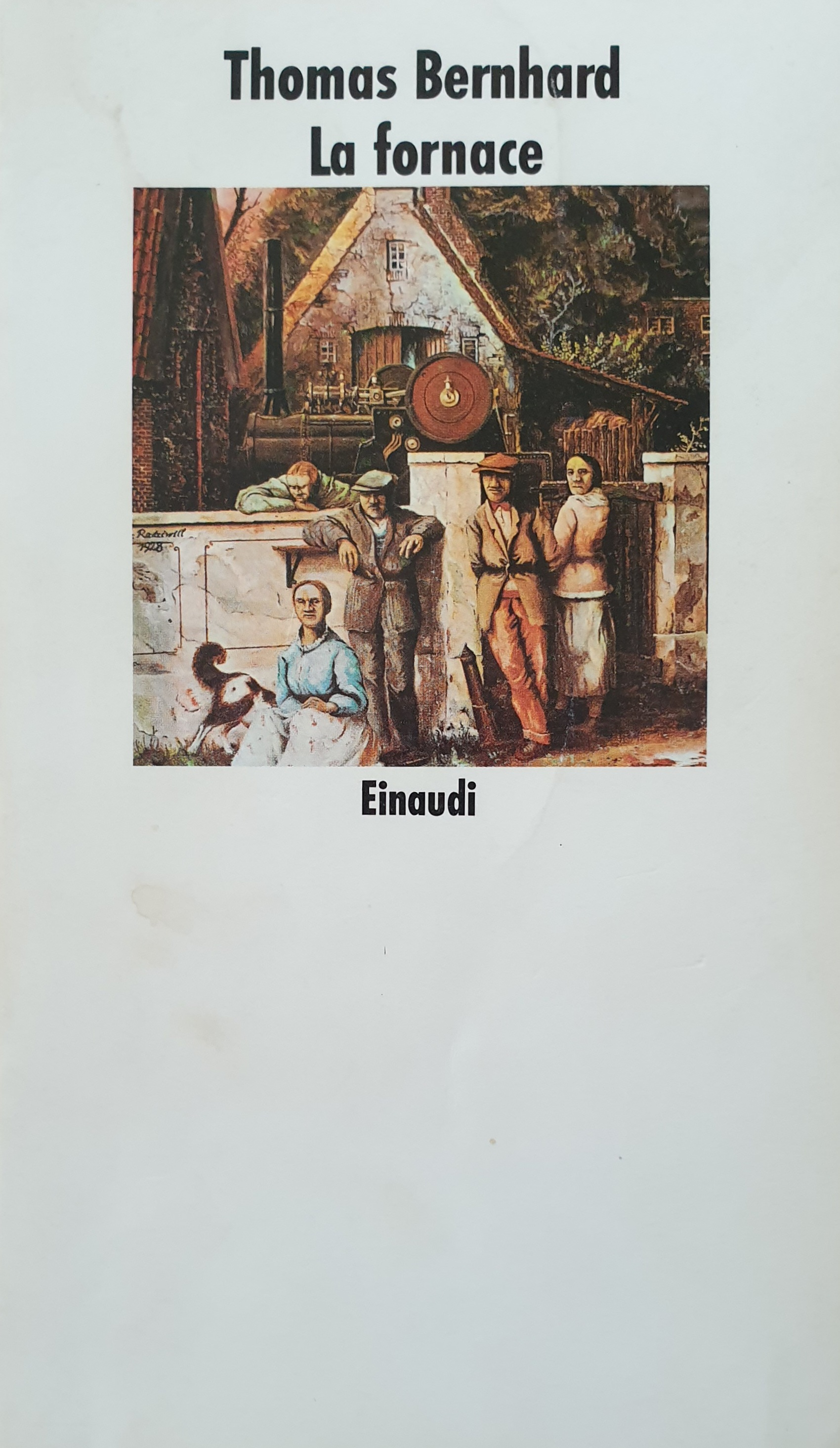
Copertina dell'edizione Einaudi del 1991, con un particolare da un dipinto di Franz Radziwill.

La fornace (titolo originale Das Kalkwerk, letteralmente: La fornace per la calce) è un romanzo dello scrittore austriaco Thomas Bernhard, pubblicato nel 1970. 
La storia normale e parossistica, tragica e comica di una vita a due, portata alla follia e al delitto come normalità assoluta.

## Trama
Una fornace per la calce e i laterizi in disuso è l'implicita protagonista di una storia narrata a più voci, secondo la tecnica peculiare di Bernhard del Bericht (discorso indiretto): quella del delirio di Konrad, un saggista ormai anziano — rifugiatosi con la moglie invalida Konrad nata Zryd (sua sorellastra) nella fornace appartenuta ai propri avi — dove nel vano tentativo di portare a termine un libro (uno scritto sull'udito a cui lavora da anni senza esito) arriverà al culmen della perdita delle facoltà psichiche e alla completa rovina finanziaria, uccidendo la stessa moglie durante la notte della vigilia di Natale, lasciandosi poi catturare, inerme, dalla polizia.

## Estratto
O uno ci sente e ci vede oppure uno ci sente oppure ci vede oppure ci sente e ci vede o non ci sente e non ci vede e a nessuno si può insegnare a sentire e a vedere, ma chi ci sente e ci vede può imparare a sentire e a veder meglio, e io per tutta la vita ho sempre cercato d'imparare a sentire e a veder meglio, soprattutto a sentire meglio, perché è più importante che uno impari a sentire che a vedere. Konrad, p. 21.

## Edizioni italiane
- La fornace, traduzione di Magda Olivetti, Collana Supercoralli, Torino, Einaudi, 1984.
- La fornace, traduzione di Magda Olivetti, Collana Nuovi coralli n. 443, Torino, Einaudi, 1991, ISBN 9788806123017.
- La fornace, traduzione di Magda Olivetti, Collana Fabula n. 382, Milano, Adelphi, 2022, ISBN 9788845937170.